# Donal Fox
Donal Fox (* 17. Juli 1952 in Boston) ist ein US-amerikanischer Pianist und Komponist, der sowohl auf dem Gebiet der klassischen Musik als auch des Jazz aktiv ist.

## Leben und Wirken
In seiner Reihe Jazz Duet Series arbeitete Fox mit Musikern wie Oliver Lake, John Stubblefield, Bill Pierce, David Murray, Elliott Sharp, Regina Carter, Andrew Cyrille, Stefon Harris, Al Foster, Gary Burton und John Patitucci und dem Lyriker Quincy Troupe und spielte Aufnahmen mit ihnen ein.
In der Saison 1991/92 war er der erste afroamerikanische composer-in-residence des St. Louis Symphony Orchestra, von 1993 bis 1994 Gast der Library of Congress in einem Programm des National Public Radio sowie der Harvard University. 1998 spielte er mit dem Richmond Symphony Orchestra die Uraufführung von Anthony Kelleys Klavierkonzert Africamerica, für das er mehrere Kadenzen und Solopartien komponierte und improvisierte.
Beim American Composer Orchestra Improvise Festival 2002/03 spielte er die New Yorker Uraufführung von T. J. Andersons Klavierkonzert Boogie Woogie Concertante. Bei diesem achtsätzigen Werk, das Anderson für ihn komponierte, ist der gesamte Solopart des Klaviers zu improvisieren. 2003/04 war Fox Artist in Residence beim Guthrie Center in Nordirland und dem Oberpfälzer Künstlerhaus in Schwandorf.
Fox erhielt 1997 ein Guggenheim-Stipendium, 1998 ein Stipendium der Fondazione Bogliasco und war 1999, 2001 und 2003 für den CalArts/Alpert Award in the Arts nominiert.

## Werke
- Dialectics für zwei Klaviere,
- Chords (4) from T. J. Anderson's "Intermezzi" für Klavier
- Duetto für Klarinette und Klavier
- Jazz Sets and Tone Rows für Saxophon und Klavier

## Diskografische Hinweise
- Boston Duets (Music & Arts, 1989) mit Oliver Lake
- Ugly Beauty (Evidence, 1993) mit David Murray
- Gone City (New World Records, 1993, ed. 1997) mit John Lockwood, John McDonald, Eric Thomas und Quincy Troupe
- Oliver Lake String Project: Movement, Turns & Switches (1997)
- The Scarlatti Jazz Suite Project (Leonellis Music, 2008)